# 马克西姆·多尔霍夫
马克西姆·多尔霍夫（烏克蘭語：Максим Долгов，1996年6月16日—），烏克蘭男子跳水運動員。

## 簡歷
2016年8月，马克西姆·多尔霍夫代表烏克蘭參加巴西里約熱內盧舉行的奥林匹克运动会跳水比賽，與亚历山大·戈尔什科沃佐夫搭檔出戰男子雙人10米高臺賽事，最終獲第六名。